# Campeonato Mundial de Natação em Piscina Curta de 2014 - 200 m medley feminino
A prova dos 200 metros nado medley feminino do Campeonato Mundial de Natação em Piscina Curta de 2014 foi disputado em 6 de dezembro no Centro Aquático Aspire Sports Complex em Doha.

## Recordes
Antes desta competição, os recordes mundiais e do campeonato nesta prova eram os seguintes:
|    | Nome           | Nacionalidade | Tempo   | Local    | Data                   |
| -- | -------------- | ------------- | ------- | -------- | ---------------------- |
| WR | Katinka Hosszú | Hungria       | 2:02.13 | Dubai    | 31 de agosto de 2014   |
| CR | Ye Shiwen      | China         | 2:04.64 | Istambul | 15 de dezembro de 2012 |

Os seguintes recordes foram estabelecidos durante a competição: 
| Data          | Prova | Nome           | Nacionalidade | Tempo   | Recorde |
| ------------- | ----- | -------------- | ------------- | ------- | ------- |
| 6 de dezembro | Final | Katinka Hosszú | Hungria       | 2:01.86 | WR, CR  |

## Medalhistas
| Ouro                 | Prata                        | Bronze                 |
| Katinka Hosszú (HUN) | Siobhan-Marie O'Connor (GBR) | Melanie Margalis (USA) |

## Resultados

### Eliminatórias
As eliminatórias ocorreram dia 6 de dezembro.
| Colocação | Bateria | Raia | Nome                    | Nacionalidade    | Tempo   | Notas |
| --------- | ------- | ---- | ----------------------- | ---------------- | ------- | ----- |
| 1         | 4       | 3    | Evelyn Verrasztó        | Hungria          | 2:06.93 | Q     |
| 2         | 4       | 4    | Caitlin Leverenz        | Estados Unidos   | 2:07.01 | Q     |
| 3         | 5       | 4    | Katinka Hosszú          | Hungria          | 2:07.04 | Q     |
| 4         | 3       | 7    | Melanie Margalis        | Estados Unidos   | 2:07.05 | Q     |
| 5         | 5       | 5    | Siobhan-Marie O'Connor  | Reino Unido      | 2:07.38 | Q     |
| 6         | 3       | 3    | Hannah Miley            | Reino Unido      | 2:08.22 | Q     |
| 7         | 5       | 2    | Sakiko Shimizu          | Japão            | 2:08.52 | Q     |
| 8         | 5       | 7    | Ellen Fullerton         | Austrália        | 2:08.72 | Q     |
| 9         | 3       | 4    | Kanako Watanabe         | Japão            | 2:08.74 |       |
| 10        | 4       | 5    | Mireia Belmonte         | Espanha          | 2:08.75 |       |
| 11        | 3       | 5    | Lisa Zaiser             | Áustria          | 2:09.03 |       |
| 12        | 5       | 6    | Amit Ivry               | Israel           | 2:09.26 |       |
| 13        | 5       | 3    | Emily Seebohm           | Austrália        | 2:09.31 |       |
| 14        | 4       | 2    | Zhou Min                | China            | 2:09.70 |       |
| 15        | 4       | 6    | Ganna Dzerkal           | Ucrânia          | 2:09.75 |       |
| 16        | 3       | 2    | Alicja Tchórz           | Polónia          | 2:10.46 |       |
| 17        | 5       | 8    | Tanja Kylliainen        | Finlândia        | 2:10.51 |       |
| 18        | 5       | 0    | Stefania Pirozzi        | Itália           | 2:10.57 |       |
| 19        | 4       | 7    | Louise Hansson          | Suécia           | 2:10.94 |       |
| 20        | 4       | 1    | Barbora Závadová        | Chéquia          | 2:11.40 |       |
| 21        | 1       | 7    | Nguyễn Thị Ánh Viên     | Vietname         | 2:12.15 |       |
| 22        | 3       | 0    | Ranohon Amanova         | Uzbequistão      | 2:12.18 |       |
| 23        | 3       | 6    | Viktoria Andreeva       | Rússia           | 2:12.45 |       |
| 24        | 4       | 6    | Emily Overholt          | Canadá           | 2:12.88 |       |
| 25        | 5       | 1    | Yana Martynova          | Rússia           | 2:13.15 |       |
| 26        | 5       | 9    | Rene Warnes             | África do Sul    | 2:14.93 |       |
| 27        | 3       | 1    | Mei Xueyan              | China            | 2:16.10 |       |
| 28        | 2       | 8    | Hamida Nefsi            | Argélia          | 2:18.46 |       |
| 29        | 2       | 3    | Souad Cherouati         | Argélia          | 2:18.60 |       |
| 30        | 4       | 0    | Florencia Perotti       | Argentina        | 2:18.77 |       |
| 31        | 3       | 9    | Alessia Polieri         | Itália           | 2:19.19 |       |
| 32        | 2       | 1    | Sonja Adelaar           | Namíbia          | 2:19.33 |       |
| 33        | 2       | 2    | Evangelio Dato          | Filipinas        | 2:19.89 |       |
| 34        | 2       | 7    | Defne Kurt              | Turquia          | 2:20.41 |       |
| 35        | 2       | 9    | Antonia Roth            | Namíbia          | 2:20.56 |       |
| 36        | 2       | 6    | Lara Butler             | Ilhas Caimã      | 2:20.85 |       |
| 37        | 2       | 4    | Sofía López             | Paraguai         | 2:22.11 |       |
| 38        | 2       | 5    | María Far Núñez         | Panamá           | 2:22.86 |       |
| 39        | 1       | 1    | Matelita Buadromo       | Fiji             | 2:23.80 |       |
| 40        | 4       | 9    | Tatjana Schoenmaker     | África do Sul    | 2:23.83 |       |
| 41        | 1       | 5    | Kimiko Raheem           | Sri Lanka        | 2:26.65 |       |
| 42        | 2       | 0    | Tan Chi Yan             | Macau            | 2:28.18 |       |
| 43        | 1       | 4    | Malavika Vishwanath     | Índia            | 2:29.65 |       |
| 44        | 1       | 6    | Savannah Tkatchenko     | Papua-Nova Guiné | 2:30.07 |       |
| 45        | 1       | 2    | Felicity Passon         | Seicheles        | 2:31.74 |       |
| —         | 1       | 3    | Roxanne Yu              | Filipinas        |         | DNS   |
| —         | 3       | 8    | Eygló Ósk Gústafsdóttir | Islândia         |         | DNS   |

### Final
A final teve sua disputa realizada em 6 de dezembro. 
| Colocação         | Raia | Nome                   | Nacionalidade  | Tempo   | Notas  |
| ----------------- | ---- | ---------------------- | -------------- | ------- | ------ |
| Medalha de ouro   | 3    | Katinka Hosszú         | Hungria        | 2:01.86 | WR, CR |
| Medalha de prata  | 2    | Siobhan-Marie O'Connor | Reino Unido    | 2:05.87 |        |
| Medalha de bronze | 6    | Melanie Margalis       | Estados Unidos | 2:06.68 |        |
| 4                 | 7    | Hannah Miley           | Reino Unido    | 2:06.84 |        |
| 5                 | 5    | Caitlin Leverenz       | Estados Unidos | 2:06.90 |        |
| 6                 | 4    | Evelyn Verrasztó       | Hungria        | 2:07.05 |        |
| 7                 | 1    | Sakiko Shimizu         | Japão          | 2:08.65 |        |
| 8                 | 8    | Ellen Fullerton        | Austrália      | 2:09.62 |        |

Legenda
| Recorde mundial       | Recorde mundial (World record)               |                       | Recorde africano                      | Recorde africano (African) |                                           | Q | Classificado por posição (Qualified) |
| Recorde do campeonato | Recorde do campeonato (Championship record)  | Recorde da América    | Recorde da América (Americas)         | q                          | Classificado por melhor tempo (Qualified) |   |                                      |
| Melhor marca do ano   | Melhor marca do ano (World leading)          | Recorde asiático      | Recorde asiático (Asian)              | DNS                        | Não largou (Did not start)                |   |                                      |
| Recorde nacional      | Recorde nacional (National record)           | Recorde europeu       | Recorde europeu (European)            | DNF                        | Não terminou (Did not finish)             |   |                                      |
| Recorde pessoal       | Recorde pessoal do atleta (Personal best)    | Recorde da Oceania    | Recorde da Oceania (Oceania)          | DSQ / DQ                   | Desclassificado (Disqualified)            |   |                                      |
| Recorde da temporada  | Recorde da temporada do atleta (Season best) | Recorde sul-americano | Recorde sul-americano (South America) | NM                         | Sem marca (No mark)                       |   |                                      |